# Mitte
Mitte é o primeiro e mais central distrito de Berlim. O distrito consiste em seis localidades: Mitte, Gesundbrunnen, Hansaviertel, Moabit, Tiergarten e Wedding.
É um dos dois distritos (sendo o outro Friedrichshain-Kreuzberg) que foram divididos entre Berlim Leste e Berlim Ocidental. Em Mitte está localizado o núcleo histórico de Berlim, incluindo alguns dos mais importantes pontos turísticos de Berlim, por exemplo Ilha dos Museus, Palácio do Reichstag, Estação Central de Berlim, Checkpoint Charlie, Berliner Fernsehturm, Portão de Brandemburgo, Unter den Linden, Potsdamer Platz e Alexanderplatz, sendo os cinco últimos localizados na antiga Berlim Leste.

Catedral de Berlim e Berliner Fernsehturm

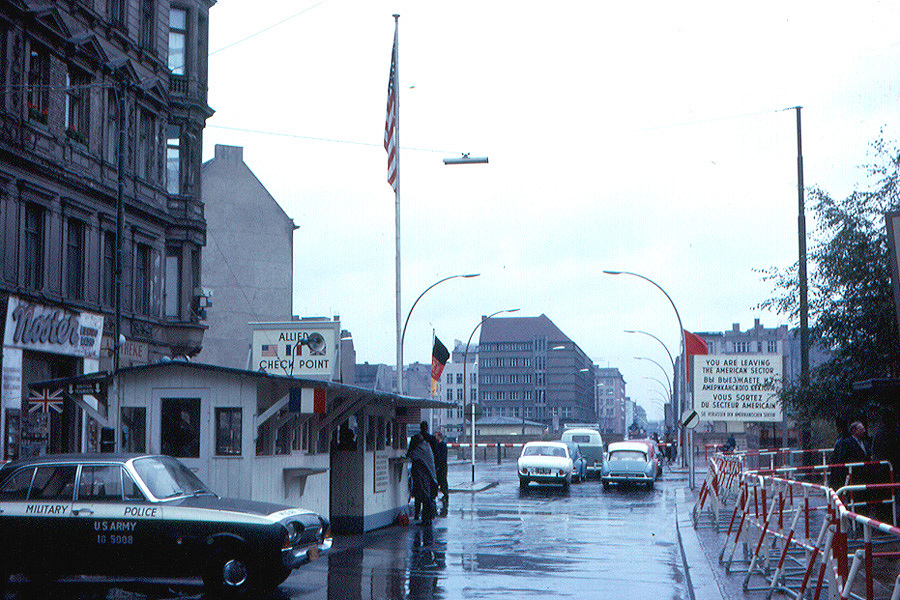
Checkpoint Charlie,1963

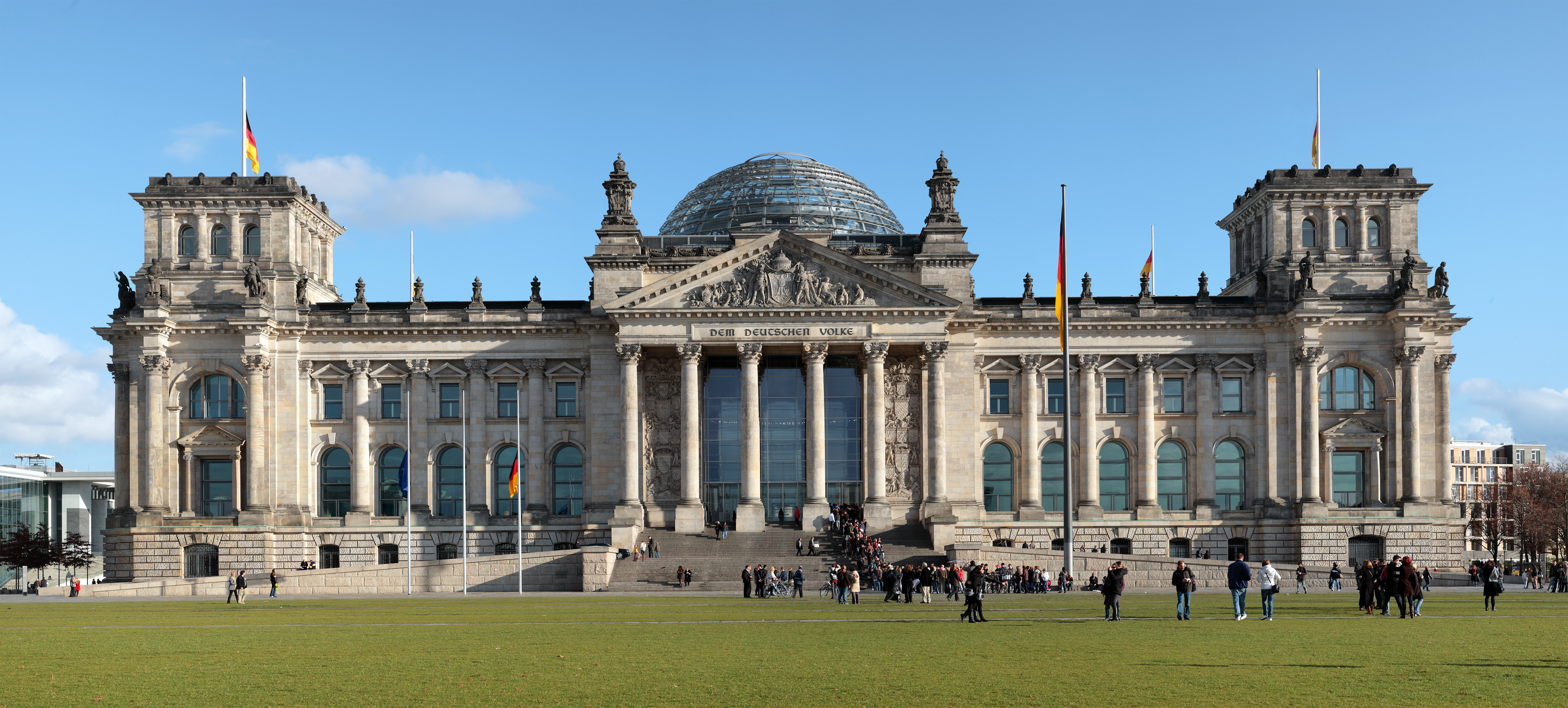
Reichstag
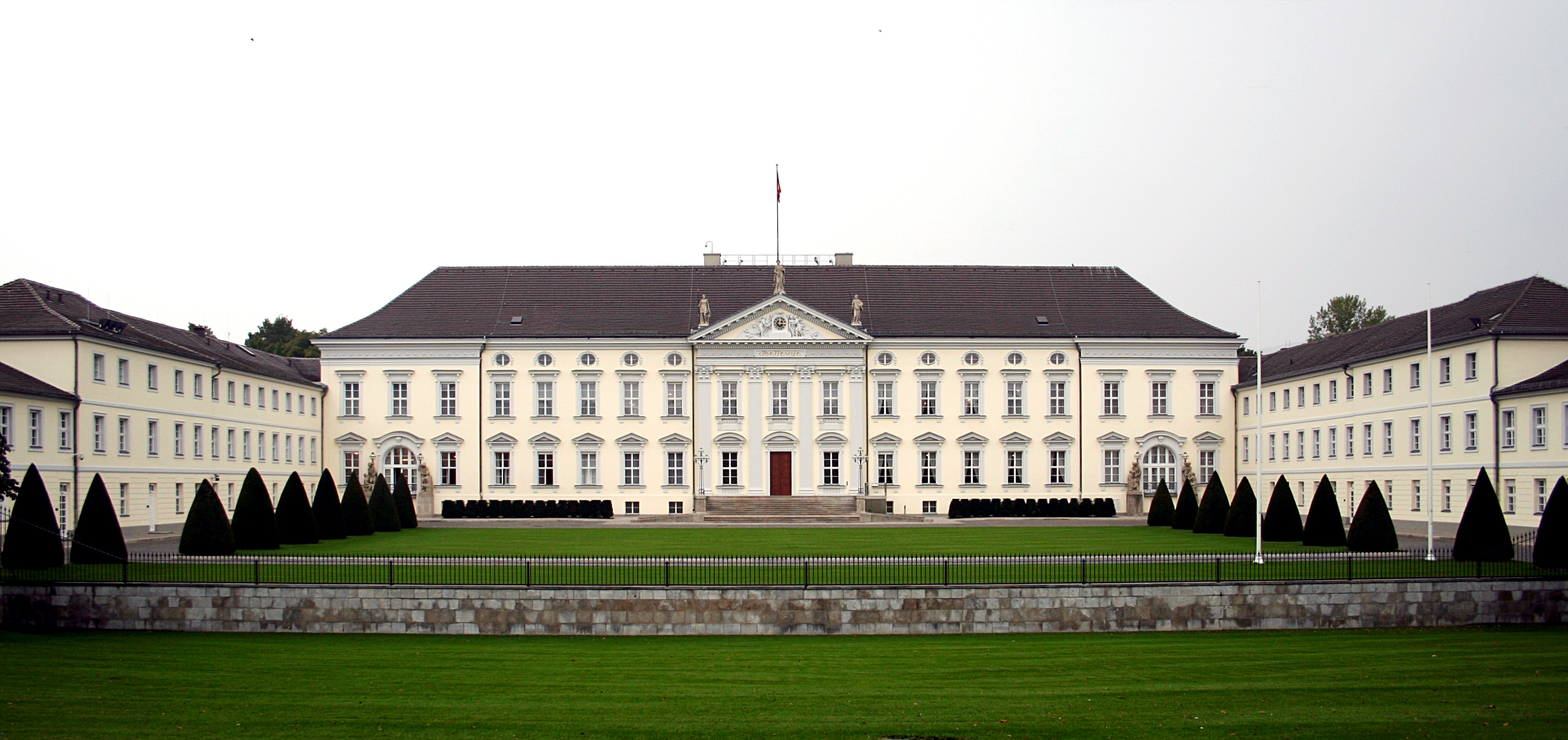
Palácio de Bellevue
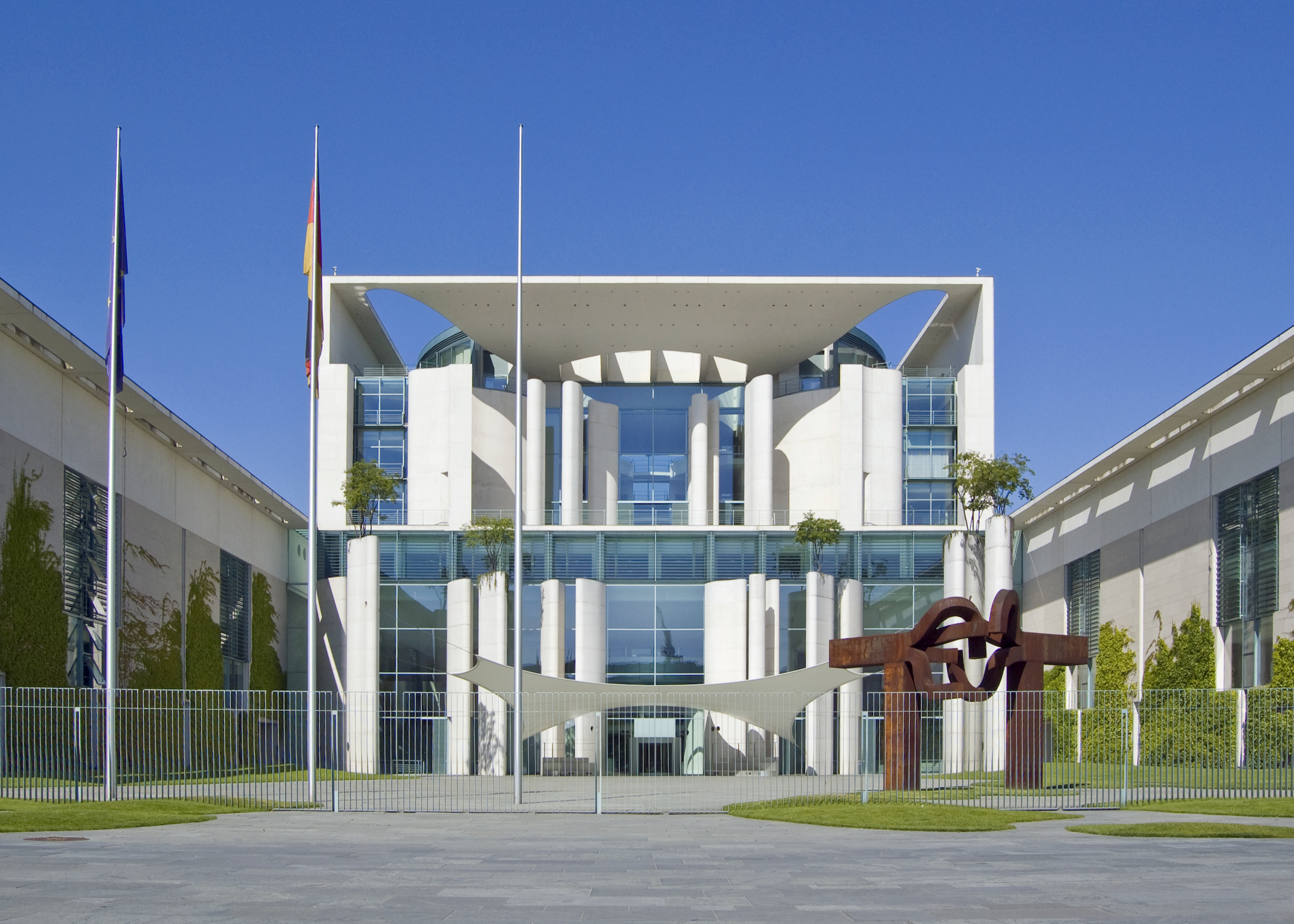
Chancelaria Alemã
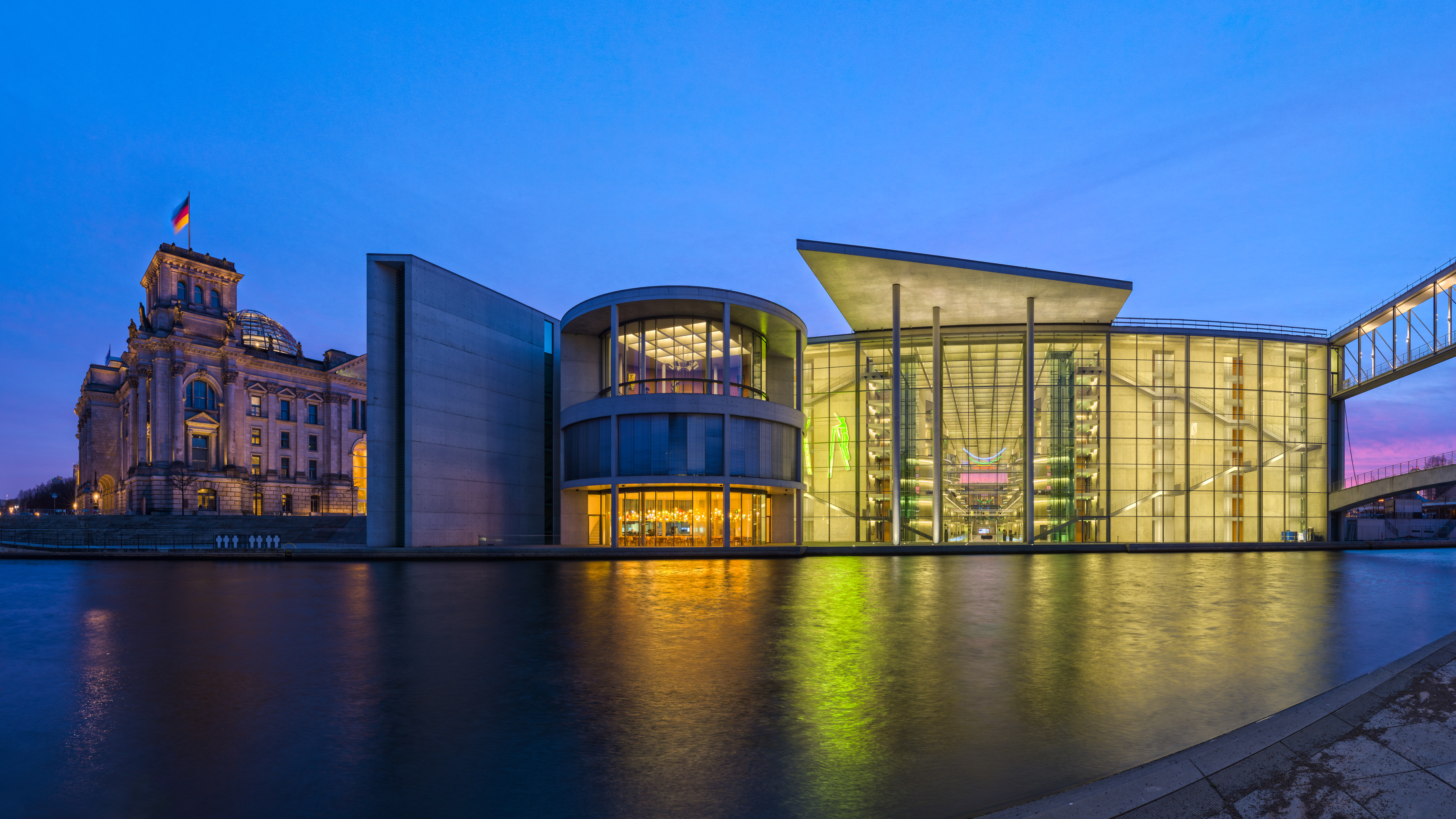
Paul-Löbe-Haus
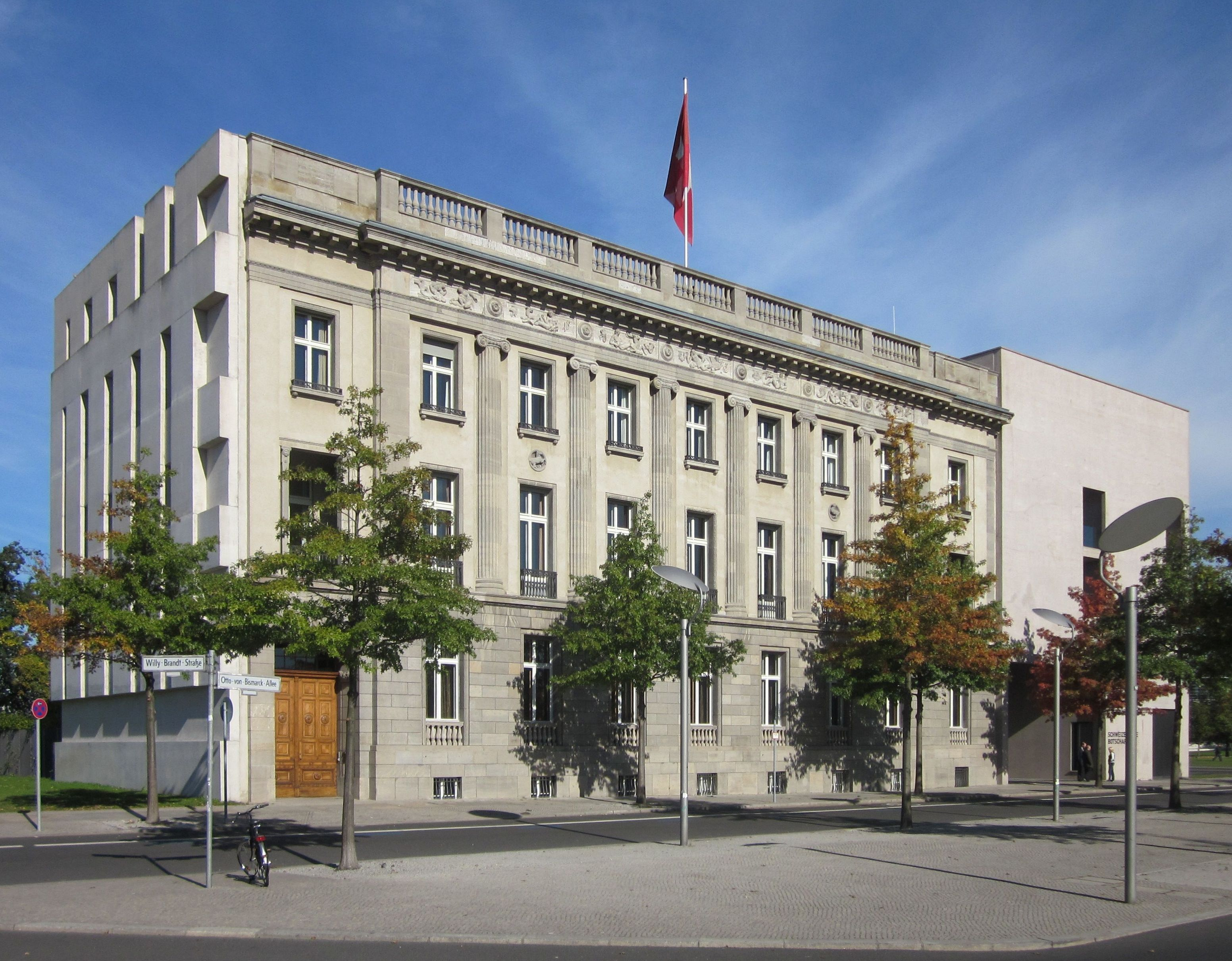
Embaixada suíça

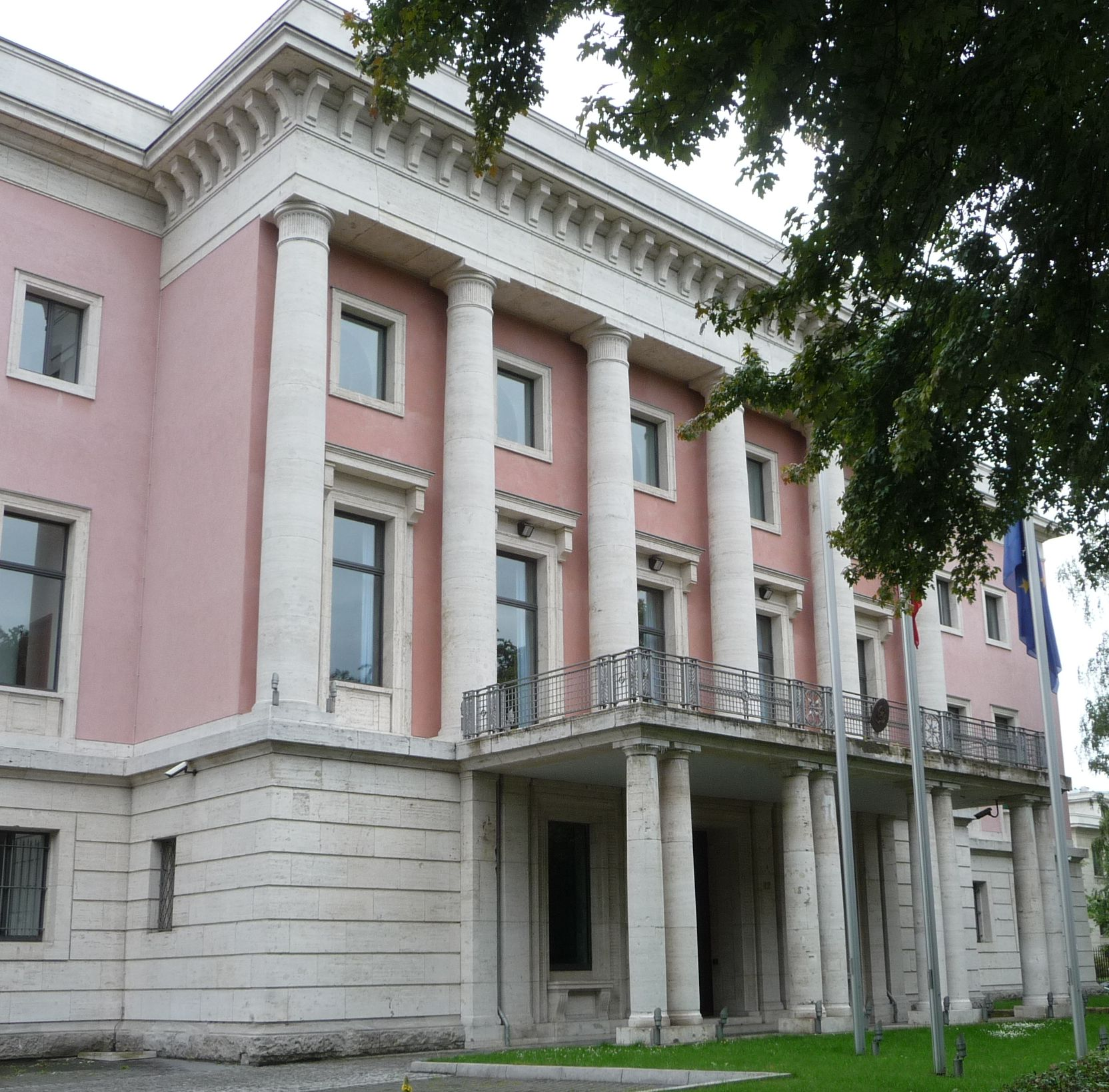
Embaixada italiana
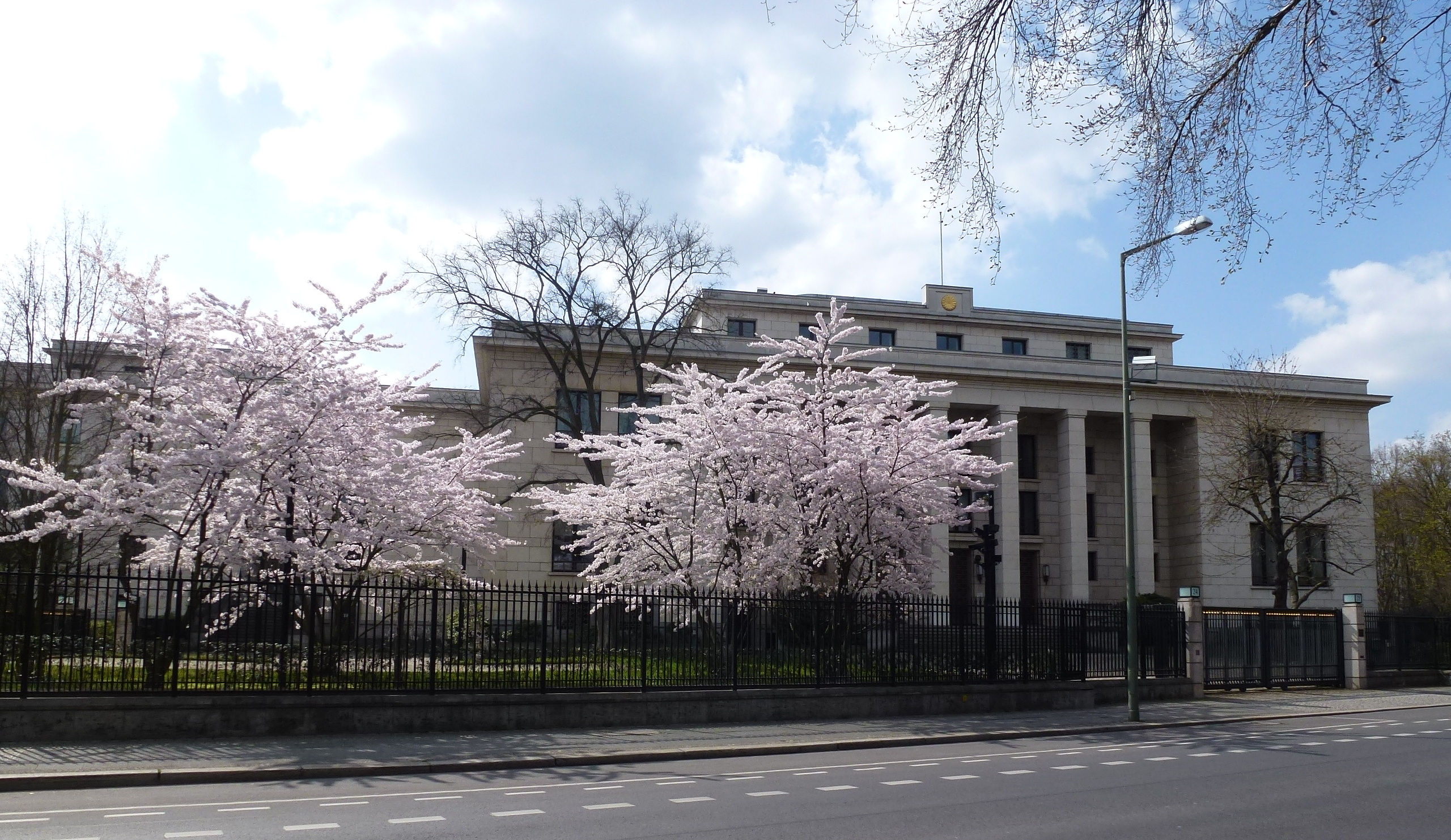
Embaixada Japonesa
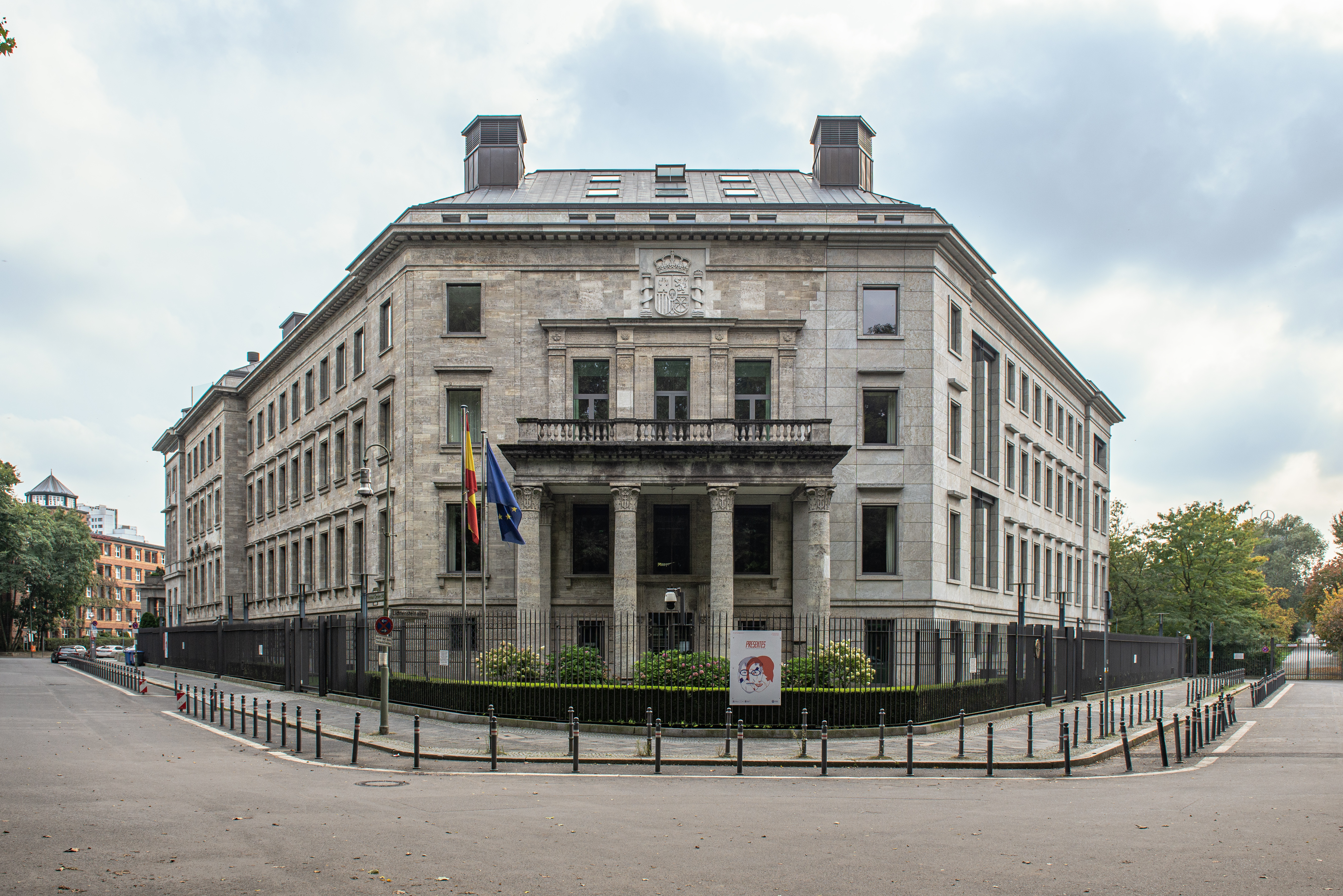
Embaixada espanhola
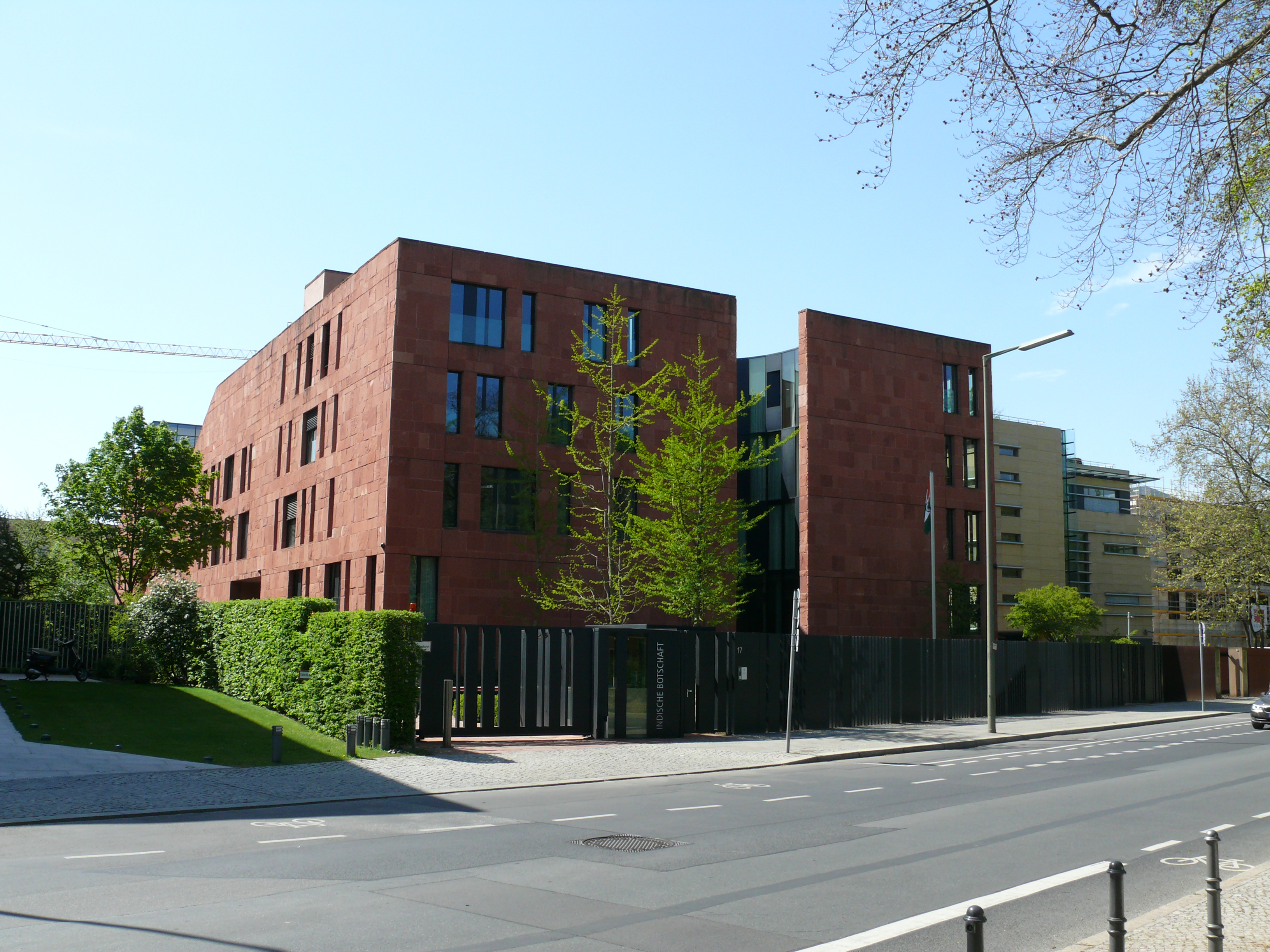
Embaixada da Índia
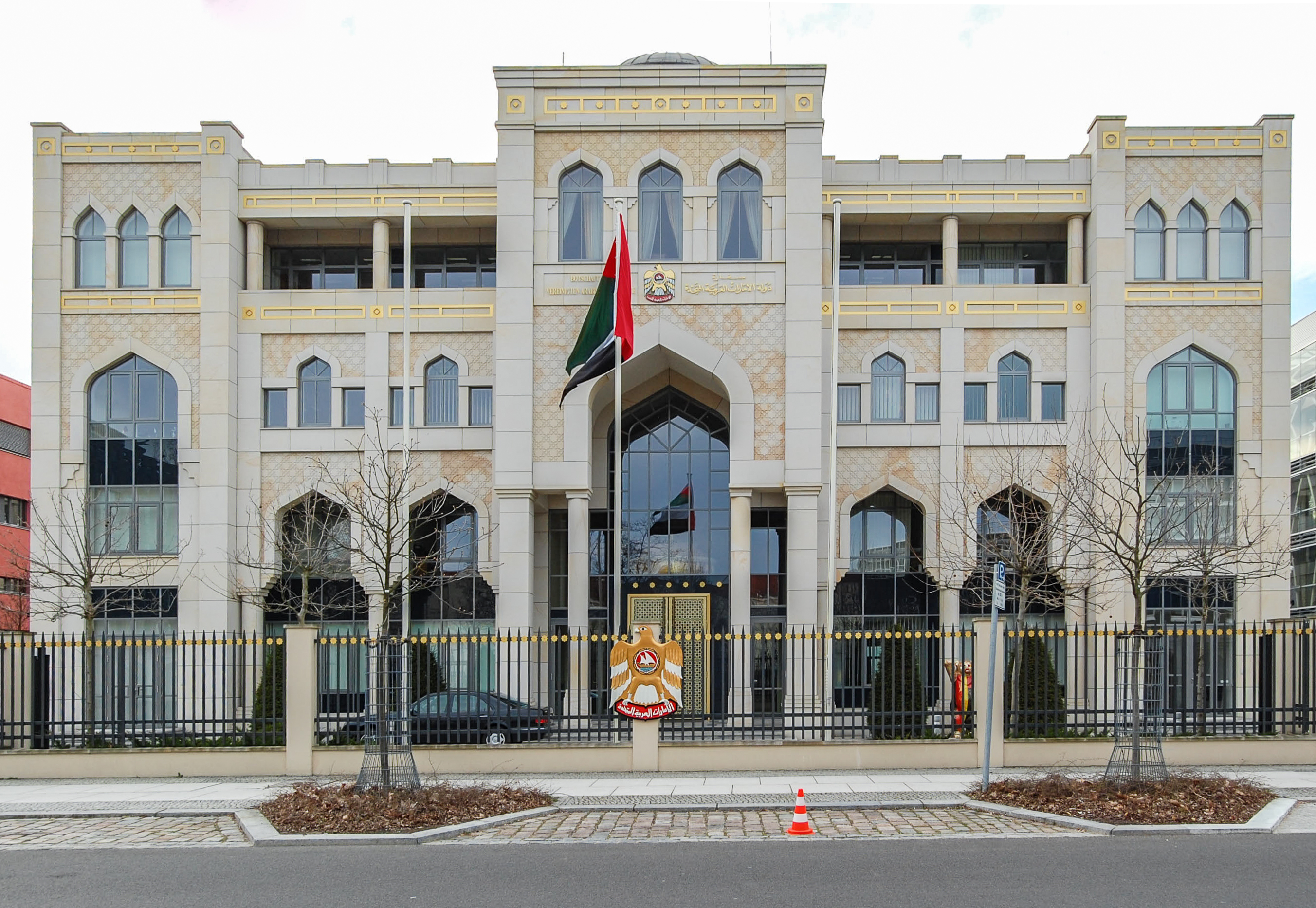
Embaixada dos Emirados Árabes Unidos

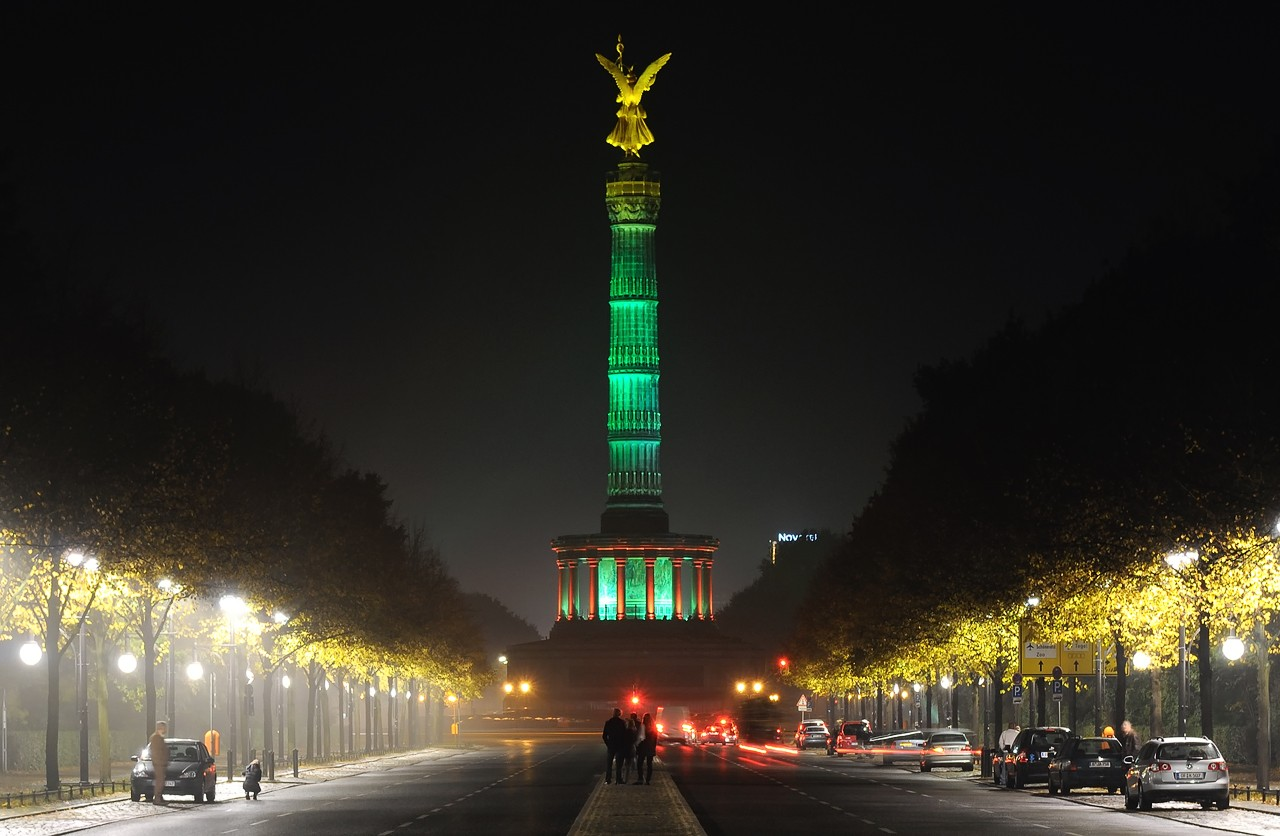
Siegessäule
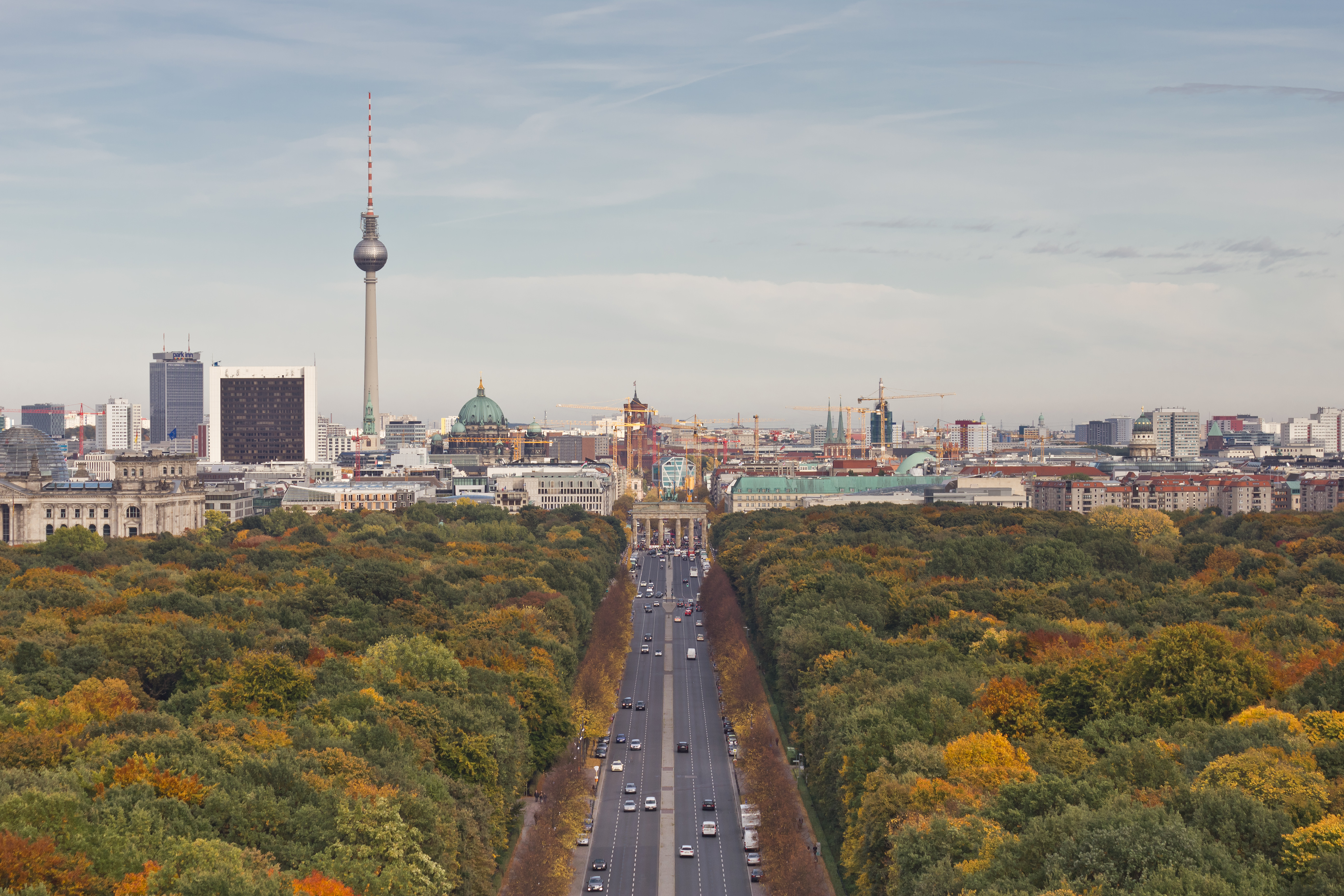
Vista da Siegessäule ao Portão de Brandemburgo
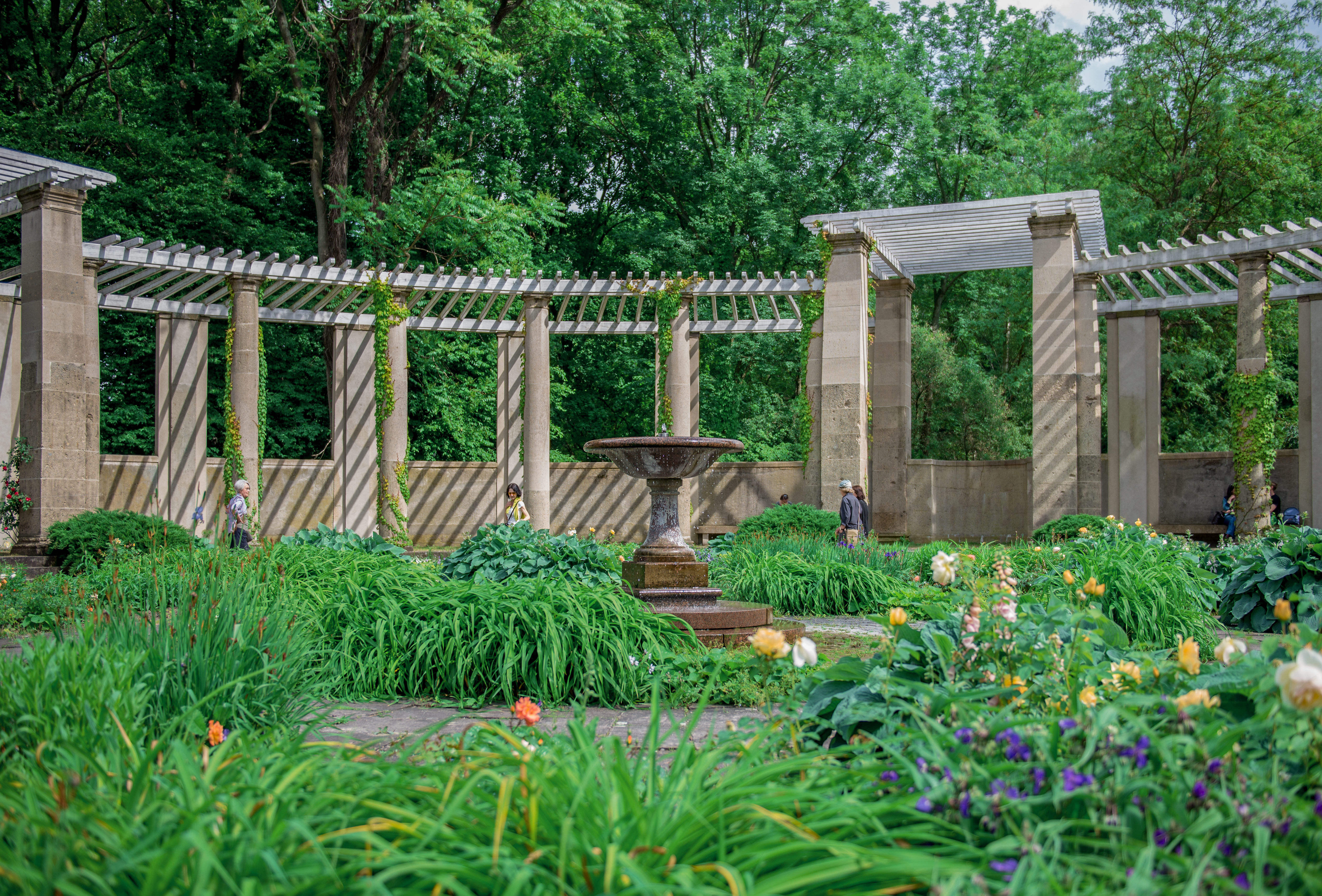
Rose Garden
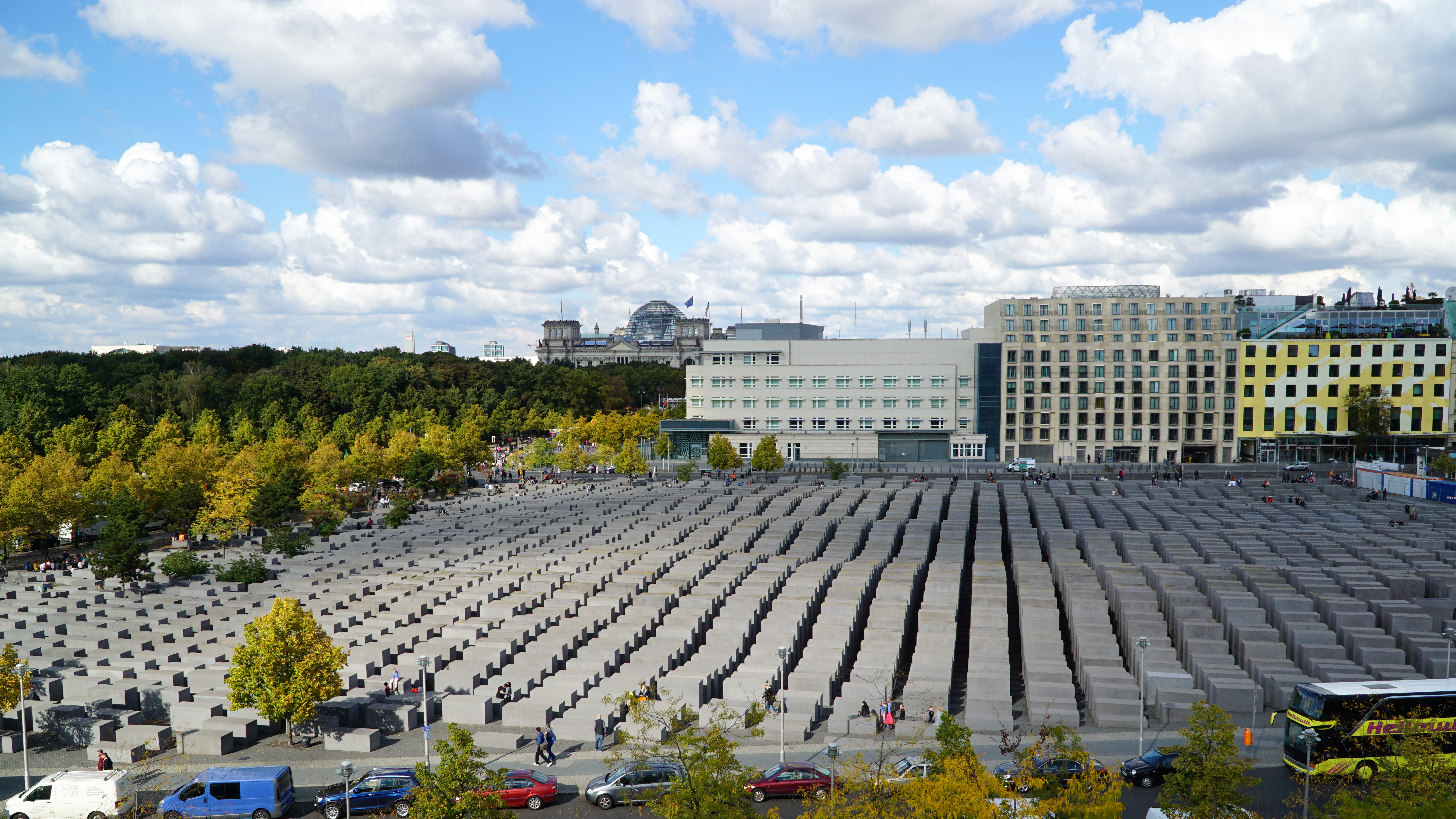
Memorial aos judeus mortos na Europa

Subdivisões de Mitte

Sitzverteilung in der BVV

## Cidades irmãs
- Higashiosaka, Japão, desde1959
- Holon, Israel, desde 1970
- Bottrop, Alemanha, desde 1983
- Schwalm-Eder desde 1992
- Shinjuku, Tóquio, Japão, desde 1994
- Tsuwano, Japão, desde 1995
- Tourcoing, França, desde 1995
- VI. kerület (Terézváros), Budapeste, Hungria, desde 2005
- Distrito administrativo central, Moscou, Rússia, desde 2006